# Париска мировна конференција (1919—1920)
Париска мировна конференција 1919. године је била конференција коју су организовали победници у Првом светском рату како би установили мировне споразуме између Савезника и поражених Централних сила. Конференција је отворена 18. јануара 1919. године и трајала је до 21. јануара 1920. године са неколико прекида.

## Преглед
Следећи споразуми су постигнути у оквиру Версајског система безбедности:
- Немачка (Версајски споразум, 28. јун 1919),
- Аустрија (Споразум у Сен Жермену, 10. септембар 1919),
- Бугарска (Споразум у Нејиу, 27. новембар 1919),
- Мађарска (Тријанонски споразум, 4. јун 1920), и
- Турска (Споразум у Севру), 10. август 1920; касније измењен споразумом у Лозани, 24. јула 1923. године.
- Рапалски споразум (Краљевина СХС и Краљевина Италија); касније измењен споразумом у Риму, 27. јануара 1924. године.

Овде се може убројити и Фејсал—Вајцманов споразум од 3. јануара 1919. године, везан за Палестину.
Ови мировни споразуми, заједно са решењима Вашингтонске поморске конференције, створили су основе Версајског (или Версајско-Вашингтонског) система у међународним односима. Преуређење Европе и света на основу ових споразума створиће известан број критичних конфликтних тачака у међународним односима, што ће бити један од узрока Другог светског рата.
Одлука о стварању Лиге народа и одобравање њене повеље такође су догађаји који су се десили на конференцији.
Велика четворка:Дејвид Лојд Џорџ, премијер Уједињеног Краљевства; Жорж Клемансо, премијер Француске; Вудро Вилсон, председник САД; и Виторио Орландо, премијер Италије; били су доминантне политичке и дипломатске фигуре на конференцији. Одредбе које су наметнуте пораженим земљама биле су заправо резултат њихових разговора.

## Учесници
Земље које су учествовале на конференцији:
- Уједињено Краљевство Велике Британије и Ирске
- Француска
- САД
- Италија
- Јапан
- Белгија
- Бразил
- Доминиони Британске империје (Канада, Аустралија, Јужна Африка, Нови Зеланд, Њуфаундленд)
- Индија
- Грчка
- Гватемала
- Хаити
- Хеџаз
- Хондурас
- Кина
- Куба
- Краљевина Срба, Хрвата и Словенаца
- Либерија
- Никарагва
- Панама
- Пољска
- Португалија
- Румунија
- Сијам
- Чехословачка

Немачка и њени бивши савезници нису могли присуствовати конференцији све док услови и детаљи споразума нису били постигнути. Новостворени РСФСР није био позван да присуствује конференцији.
Ирска је послала представнике у нади да постигне самоопредељење и легитимизира Републику проглашену после Ускршњег устанка 1916. године, али са мало успеха.

## Аустралијски приступ
Аустралијски делегати су били Били Хјуз, премијер и Џозеф Кук, министар морнарице. Главни циљеви су били: репарације, анексија Немачке Нове Гвинеје и одбијање јапанског предлога о расној једнакости. И поред великих напора и сцена, Хјуз је морао да прихвати мандат Лиге народа за Нову Гвинеју.

## Јапански приступ
Јапанску делегацију водио је Сајонџи Кимочи, а у њој су били и барон Макино Нобуаки, гроф Чинда Сутеми (амбасадор у Лондону), Мацуи Кеширо амбасадор у Паризу) и Иџуин Хикокичи (амбасадор у Риму) и други што је укупно чинило цифру од 64 члана. Ни Хара Такахаши (премијер) ни Јасуја Учида (министар спољних послова) нису сматрали да су у позицији да напусте Јапан у тако кратком року после избора. Делегација се фокусирала на два захтева: а) прихватање њиховог предлога о расној једнакости и б) анексију немачких колонија - Шандонг и пацифичких острва северно од екватора. Прави вођа делегације био је Макино, углавном услед болести Сајонџија. Јапан је био незадовољан са резултатима конференције, јер је добио само пола немачких права и напустили су конференцију.

#### Предлог о расној једнакости
Први нацрт поднесен је Комисији лиге народа 13. фебруара као амандман на члан 21:
Пошто је једнакост народа основни принцип Лиге народа, стране уговорнице слажу се да се договоре што пре да омогуће свим страним држављанима држава чланица Лиге, једнак и правичан третман у сваком погледу, не правећи разлику, било правну или фактичку, у погледу њихове расе или националности.

#### Територијални захтеви
Јапанску претензију ка Шандонгу оспоравали су Кинези. На почетку рата, 1914. године, јапанске трупе су заузеле територију дату Немачкој 1897. године. Такође су запосели немачка острва северно од екватора. У току рата, 1917. године Јапан је направио тајни договор са Британијом, Француском и Италијом у вези анексије ових територија. Јапан се такође обавезао да подржи британску анексију немачких острва јужно од екватора. И поред генерално прокинеског става у Версајском споразуму (на инсистирање САД), Шандонг је предат Јапану, што је изазвало велике демонстрације (Покрет 4. мај) и коначног кинеског повлачења са конференције. Пацифичка острва северно од екватора потпала су под мандат Лиге народа, са јапанском управом.

## Приступ САД
Пошто председник Вудро Вилсон, главни преговарач САД, није успео да убеди Лојд Џорџа и Клемансоа да подрже његових 14 тачака, конференција је прешла на питање стварања Лиге народа. Пошто је постигнут споразум о најважнијим питањима, предлог документа о Лиги је враћен у САД на одобрење Конгресу. Конгрес се није сложио са чланом 10 који је напад на било коју чланицу Лиге народа сматрао нападом на све чланице и од њих захтевао помоћ. Вилсон се вратио обесхрабрен и пошто није имао политичку подршку иза себе, главни утицај преузели су Французи и Британци који су инсистирали да Немачка преузме сву и пуну кривицу за рат. Вилсон се са тиме није слагао. Немачка је била приморана да прихвати пуну кривицу за рат, да преда све колоније и део територије и да плати 33 милијарде долара одштете. На иницијативу Вилсона, САД су склопиле засебни мировни споразум са Немачком, који је Конгрес одобрио.